# The Plough and the Stars
The Plough and the Stars is een Amerikaanse dramafilm uit 1936 onder regie van John Ford. Het scenario is gebaseerd op het gelijknamige toneelstuk uit 1926 van de Ierse auteur Sean O'Casey.

## Verhaal
In 1916 sluit Jack Clitheroe zich aan bij de IRA. Even later breekt de Ierse vrijheidsstrijd uit. Als de Britse troepen aanvallen, zit de eenheid van Jack in de val in het stadhuis van Dublin.

## Rolverdeling
| Acteur             | Personage         |
| ------------------ | ----------------- |
| Barbara Stanwyck   | Nora Clitheroe    |
| Preston Foster     | Jack Clitheroe    |
| Barry Fitzgerald   | Fluther Good      |
| Denis O'Dea        | Covey             |
| Eileen Crowe       | Bessie Burgess    |
| F.J. McCormick     | Brennan           |
| Una O'Connor       | Mevrouw Gogan     |
| Arthur Shields     | Padraic Pearse    |
| Moroni Olsen       | Generaal Connally |
| J.M. Kerrigan      | Oom Peter         |
| Bonita Granville   | Mollser Gogan     |
| Erin O'Brien-Moore | Rosie Redmond     |
| Neil Fitzgerald    | Langon            |
| Robert Homans      | Timmy             |
| Brandon Hurst      | Sergeant Tinley   |